# Het Denkgelag
Het Denkgelag is een Belgische vzw die skeptische conferenties organiseert in Vlaanderen. Oorspronkelijk begon Het Denkgelag in 2012 als een reeks gespreksavonden van de skeptische organisatie SKEPP, maar tegenwoordig staat het er financieel en juridisch los van. De missie van Het Denkgelag is het populariseren van wetenschappelijke onderwerpen en het promoten van kritisch denken voor een breed publiek. Het wordt omschreven als “ongedwongen gespreksavonden over filosofische, sceptische en wetenschappelijke onderwerpen, bij pot en pint, met een schare boeiende sprekers en het publiek als centrale gast”.

## Evenementen
De eerste reeks lezingen en discussies van Het Denkgelag vonden plaats in het najaar van 2012 en werden gehouden in De Centrale in Gent. Hierbij spraken onder meer Johan Braeckman, Farah Focquaert, Chris French, Alicja Gescinska, Jürgen Mettepenningen, Stephen Law, Patrick Loobuyck, Herman Philipse, Emanuel Rutten, Jean Paul Van Bendegem en Dirk Verhofstadt.
Het Denkgelag organiseerde op 17 oktober 2013 het "Debate on the Limits of Science" in het auditorium Leon De Meyer (1000 plaatsen) van het Universitair Forum (UFO). Het debat werd gevoerd tussen Daniel Dennett, Lawrence Krauss en Massimo Pigliucci, gemodereerd door Maarten Boudry.
Het debat ‘Van aap tot robot. Debat over transhumanisme’ met Kris Verburgh, Pieter Bonte, Philippe van Nedervelde en Martijntje Smits, gepresenteerd door Brecht Decoene, werd op 27 november 2014 in De Centrale gehouden.
Op 26 januari 2015 werd in de Stadsschouwburg Antwerpen (2000 plaatsen) de documentaire The Unbelievers vertoond en de discussie "A Passion for Science and Reason" gehouden tussen Richard Dawkins en Lawrence Krauss, gemodereerd door Julia Galef.
Samen met TEDx Ghent organiseerde Het Denkgelag op 12 maart 2015 in de Gentse Miry Concertzaal een reeks lezingen door Michael Shermer (hoe de wetenschap en de rede de wereld beter maken), Hugo Mercier (waarom mensen met elkaar in discussie gaan), Carolyn Declerck (waarom economische belangen mensen tot samenwerking nopen), Pieter Buteneers (hoe artificiële intelligentie mindervaliden in de toekomst kan helpen) en een debat geleid door Ruben Mersch over onder meer de technologische singulariteit.

## Galerij

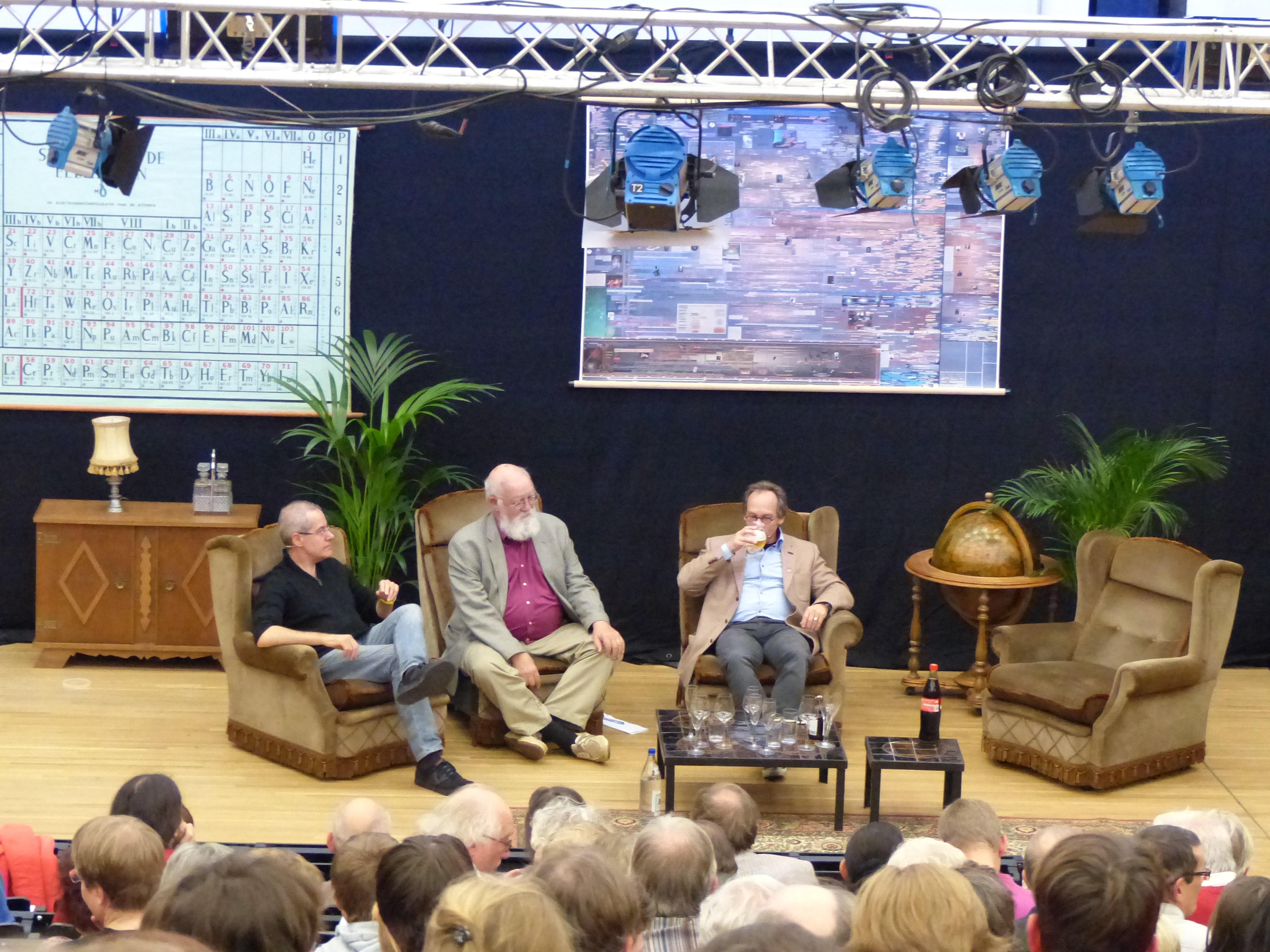
Pigliucci, Dennett en Krauss in 2013.
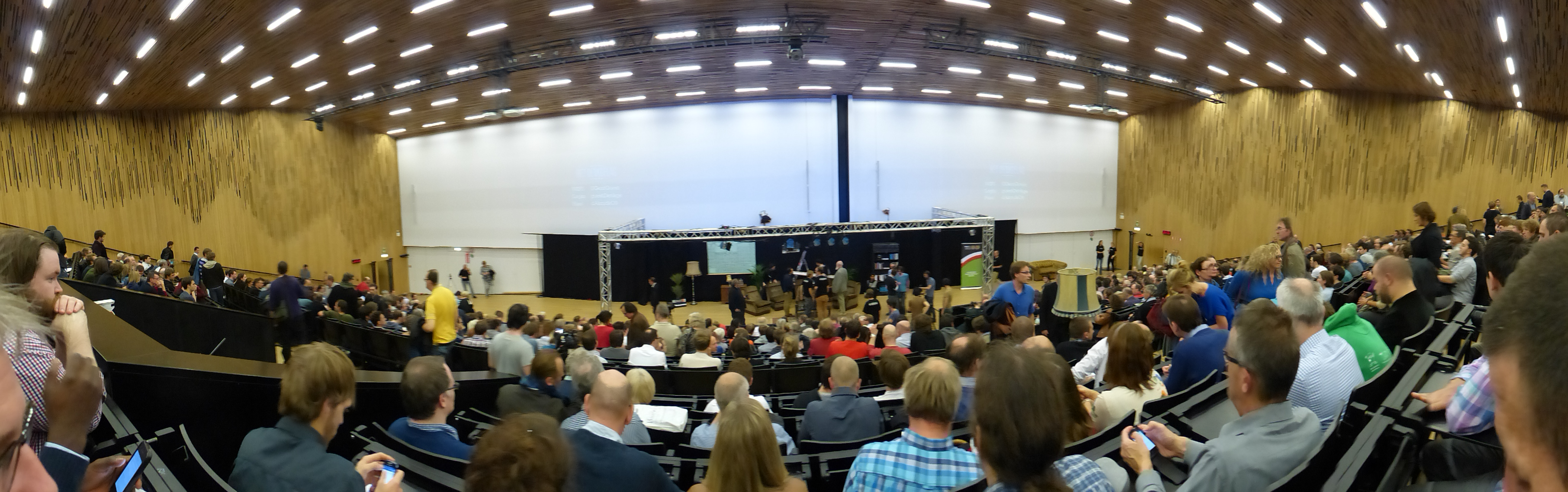
Panoramafoto bij 'The Limits of Science'.
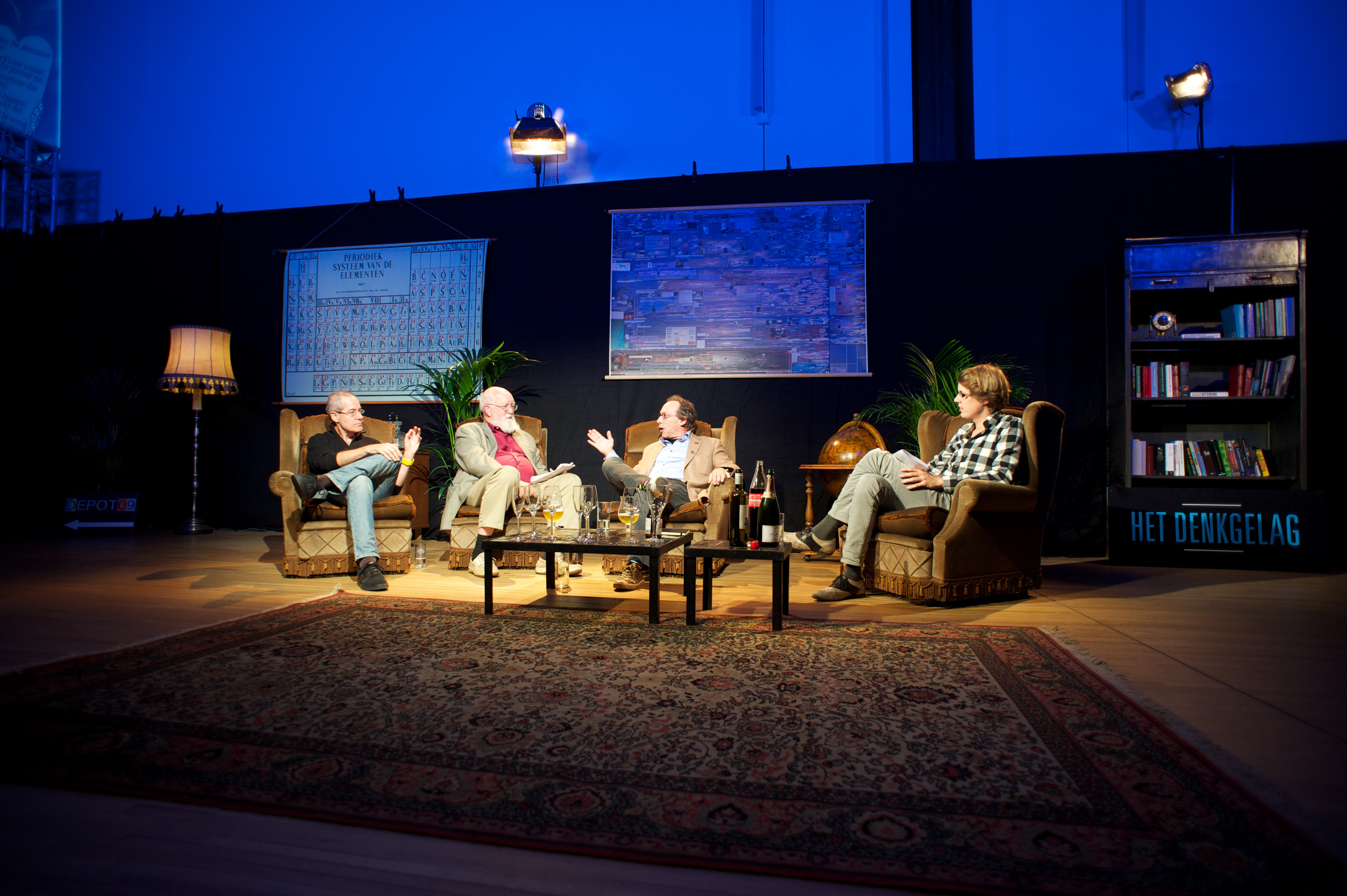
Pigliucci, Dennett, Krauss en Boudry in debat.
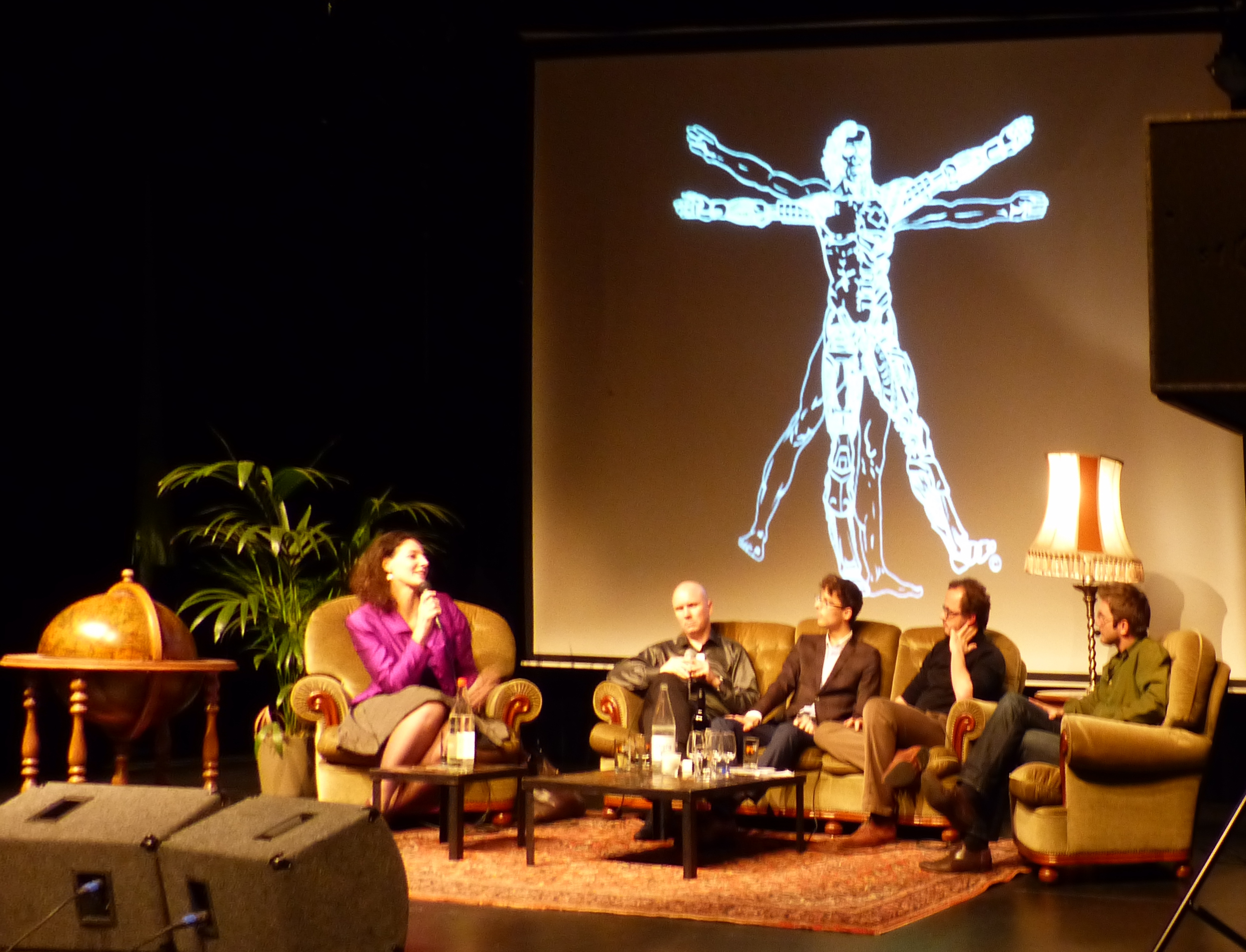
Panel 'Van aap tot robot'.
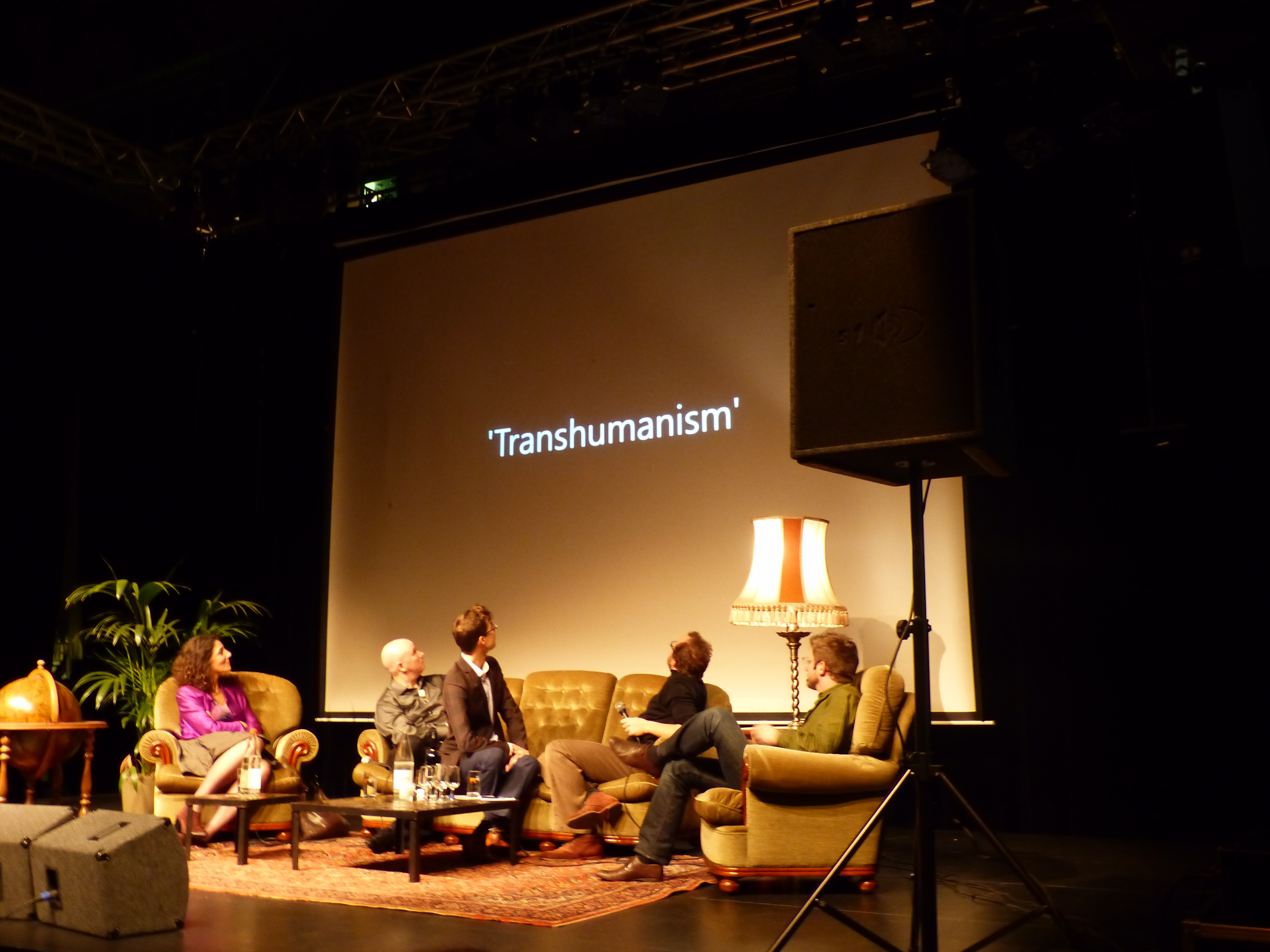
Discussie over transhumanisme.
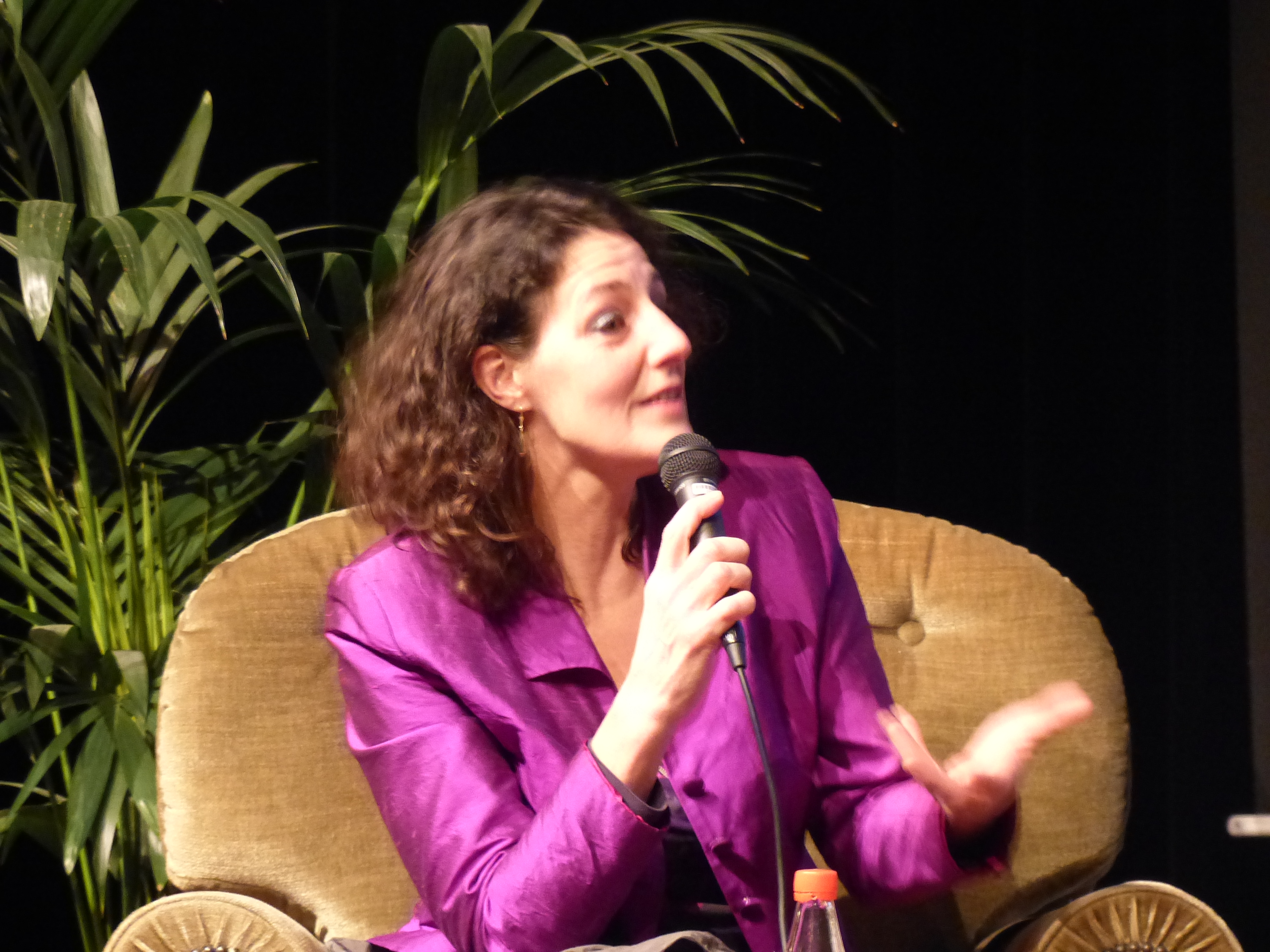
Martijntje Smits.
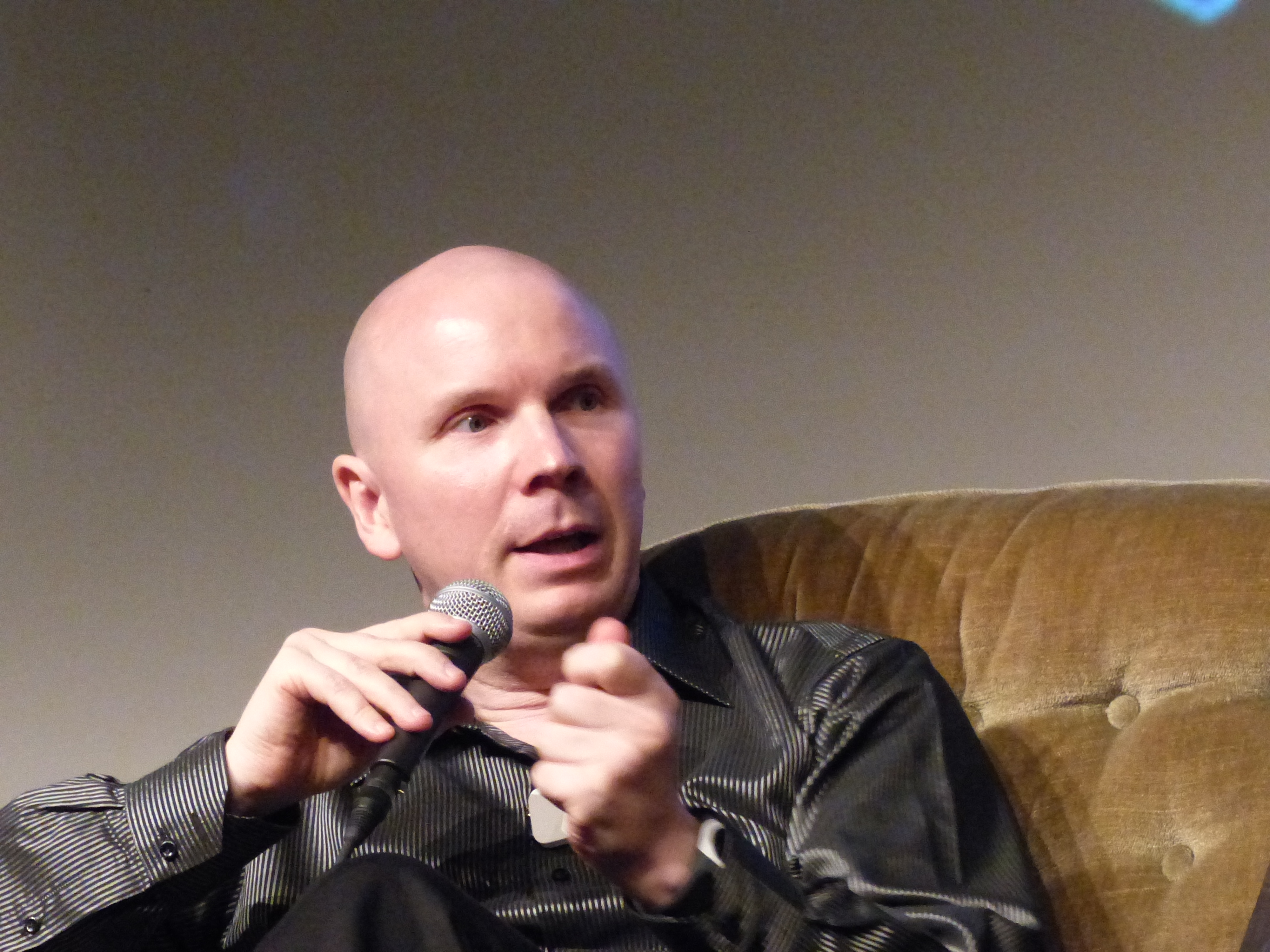
Philippe van Nedervelde.
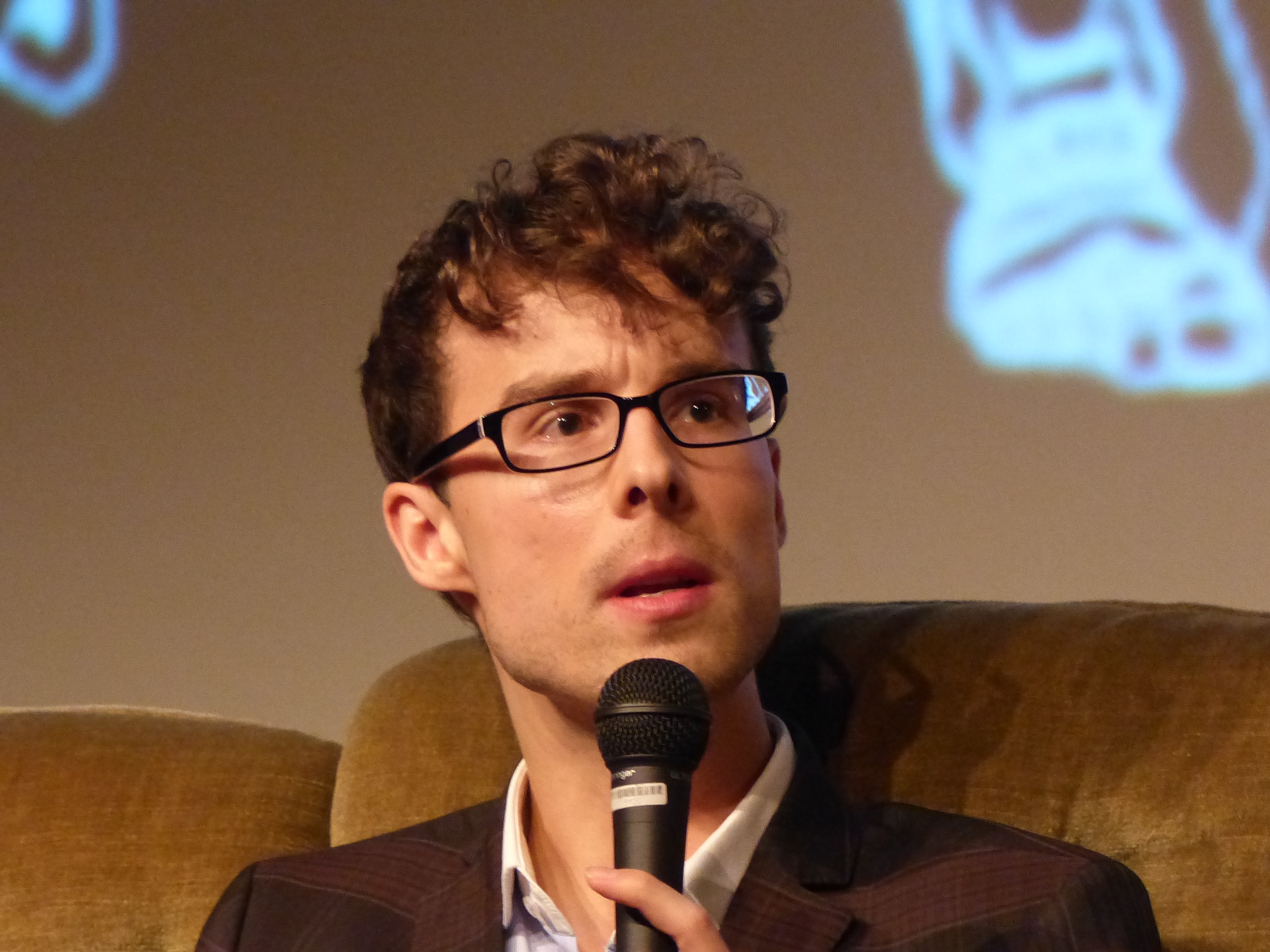
Kris Verburg.
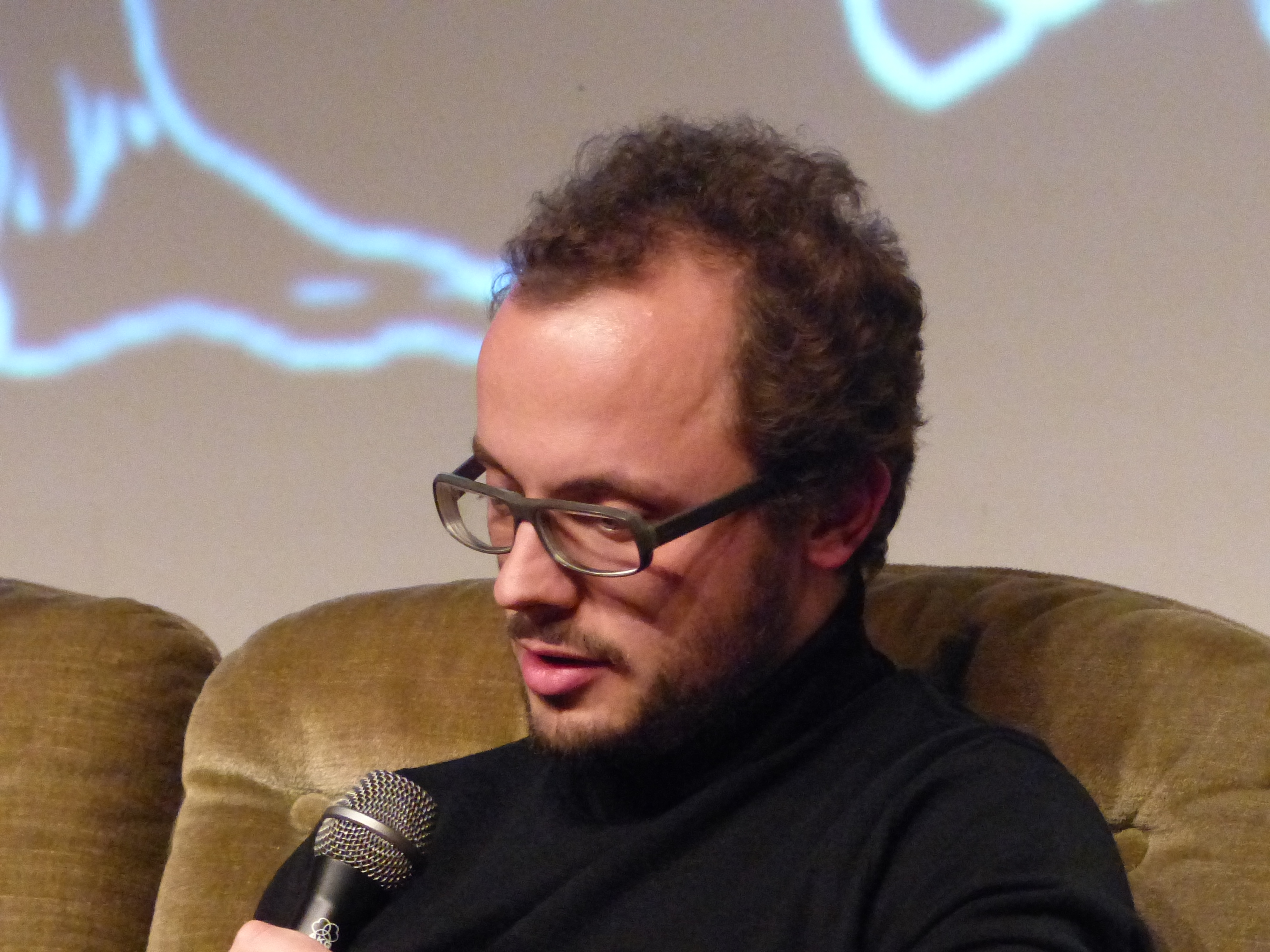
Pieter Bonte.
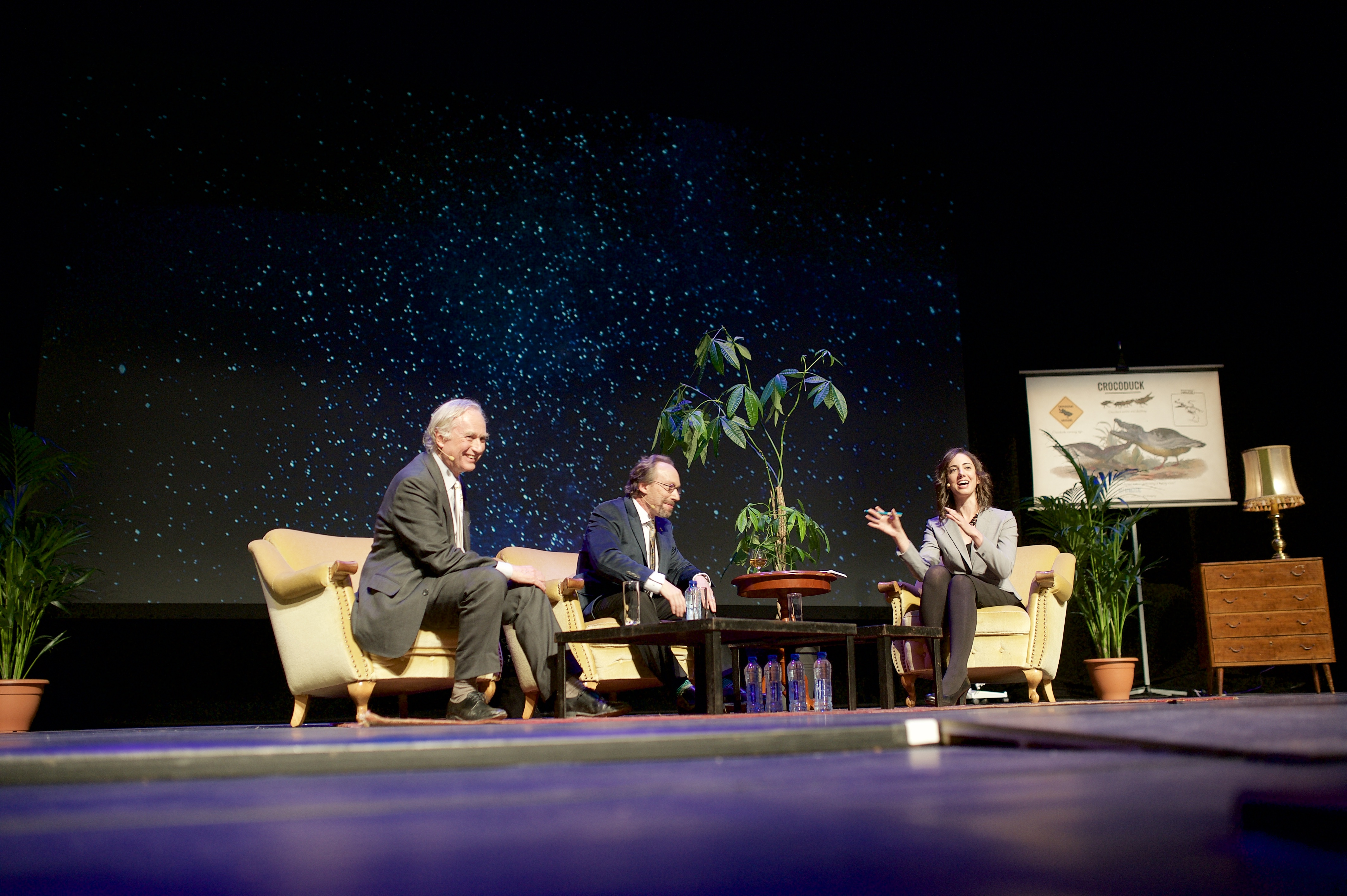
Dawkins, Krauss en Galef in gesprek.
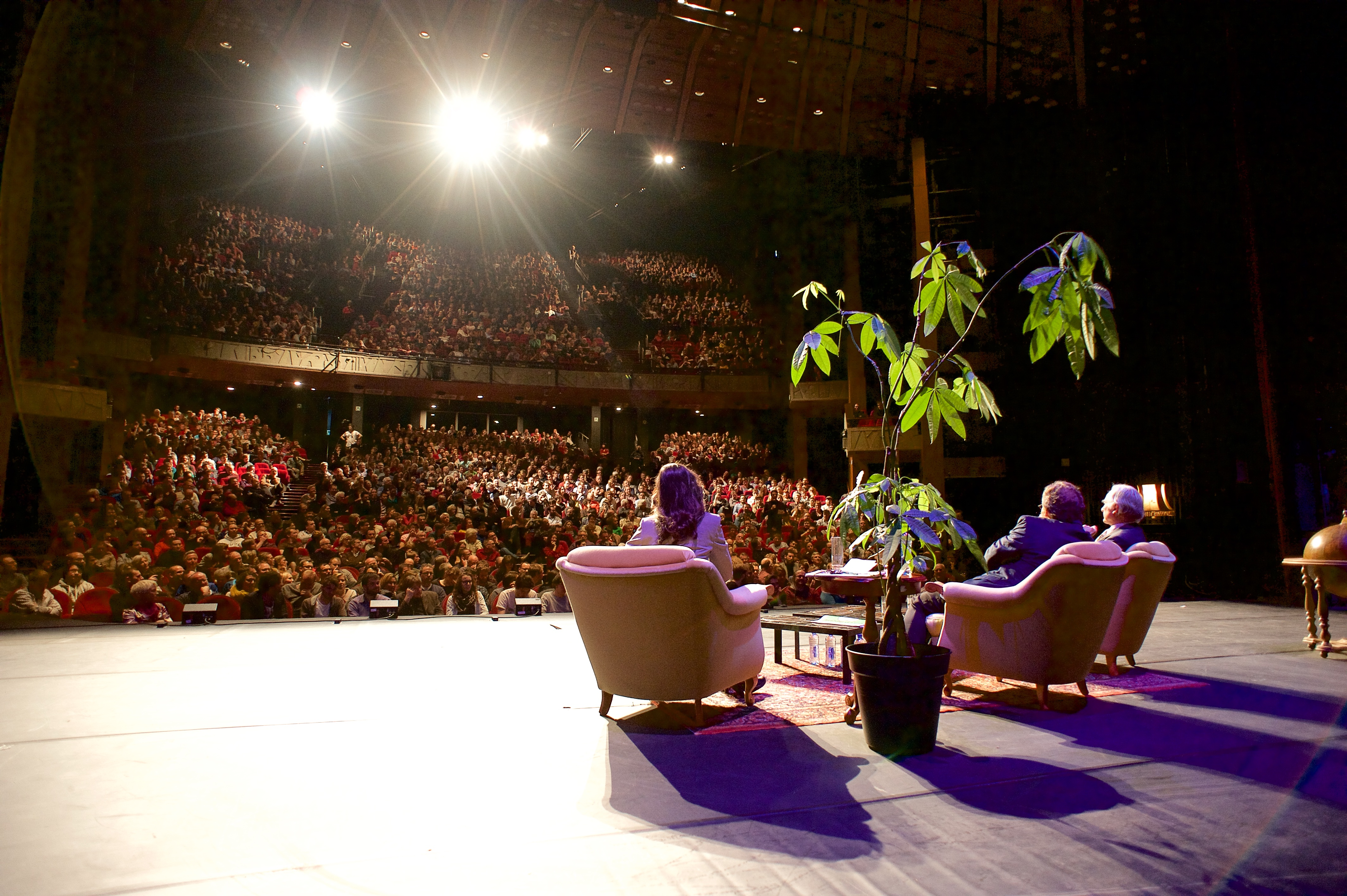
2000 aanwezigen op 26 januari 2015.
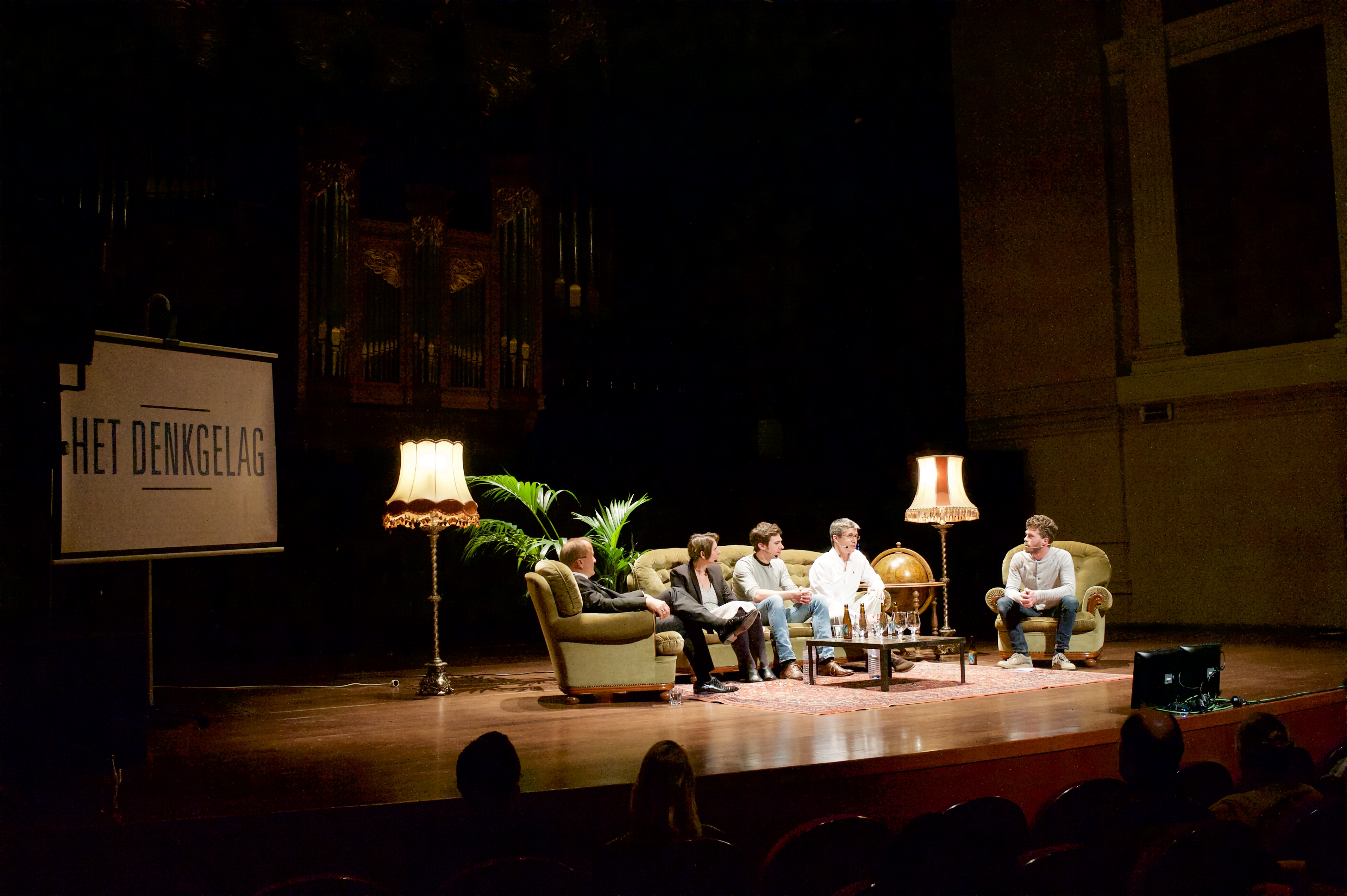
Reasonable Doubt, 12 maart 2015